# Karl Rudolph Gräfe
Karl Rudolph Gräfe (* 18. Juni 1730 in Taucha; † 10. Februar 1805 in Dresden) war ein deutscher Jurist, Archivar und langjähriger Leiter des Geheimen Archivs in Dresden.

## Leben
Karl Rudolph Gräfe wurde als Sohn des gleichnamigen Advokaten und dessen Frau Johanna Sophia Siegel in Taucha geboren. Nach dem Umzug der Familie nach Leipzig besuchte er ab 1740 die Thomasschule um anschließend bis 1755 an der Universität Leipzig zu studieren. Hier hörte er Vorlesungen von Johann Heinrich Winckler, Christian Gottlieb Jöcher, Johann Florenz Rivinus und Christian Heinrich Breuning und wurde 1755 promoviert. 1763 wurde er ordentlicher Professor für Lehnrecht und Beisitzer der juristischen Fakultät an der Universität Leipzig. Im Jahr 1764 wurde er als Hof- und Justizrat nach Dresden berufen. Ab 1765 war er Geheimer Referendar und Archivar und leitete das Geheime Archiv von 1765 bis 1795.

## Veröffentlichungen (Auswahl)
- De rectoribus civitatis ex variis quibus utimur iuribus disputatio prima, Leipzig 1755
- Exposé Des Motifs Qui Ont Engagé Sa Majesté Le Roi De Prusse A S’Opposer Au Démembrement De La Bavière, 1778
- Biblische Beyträge zu der von Dr. J. G. Münch, der Philos. Prof. in Briefen an Emma beantworteten Frage: Werden wir uns wiedersehen nach dem Tode?, Dresden 1801